# Gare de l’Arbresle
Gare de l'Arbresle vasútállomás Franciaországban, L’Arbresle településen.

## Vasútvonalak
Az állomást az alábbi vasútvonalak érintik:
- Coteau–Saint-Germain-au-Mont-d'Or-vasútvonal

## Kapcsolódó állomások
A vasútállomáshoz az alábbi állomások vannak a legközelebb:
- Gare de Saint-Romain-de-Popey
- Gare de Sain-Bel (Gare de Sain-Bel)
- Gare de Fleurieux-sur-l'Arbresle (Gare de Lyon-Saint-Paul)